# آردوبايلوت
آردوبايلوت (بالإنجليزية: ArduPilot)‏ برمجية مفتوحة المصدر موجهة للعربات ذات التحكم الذاتي.

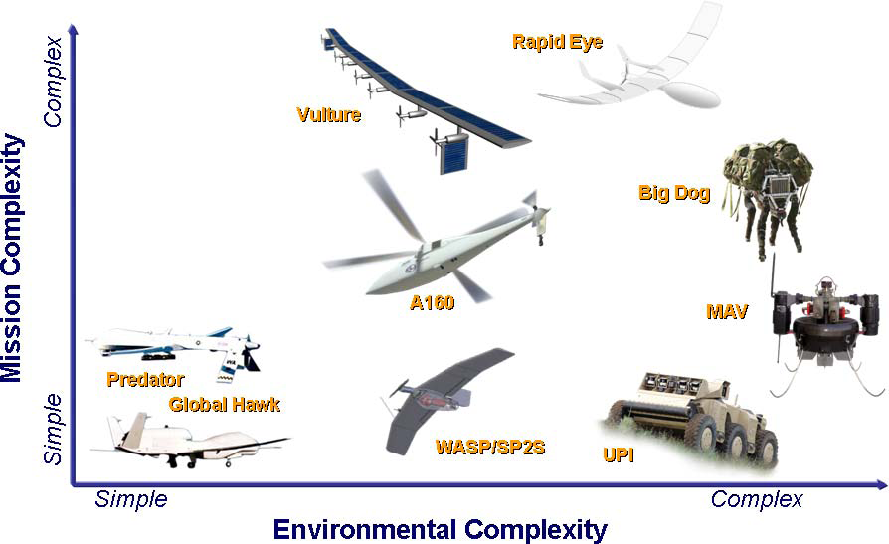
ال USB المعتادة